# Сілаш (португальський футболіст)
Жоржі Мануел Ребело Фернандеш (порт. Jorge Manuel Rebelo Fernandes, нар. 1 вересня 1976, Лісабон), відомий як Сілаш (порт. Silas) — португальський футболіст, що грав на позиції півзахисника. По завершенні ігрової кар'єри — тренер.

## Клубна кар'єра
У дорослому футболі дебютував 1995 року виступами за команду клубу «Атлетіку» (Лісабон), в якій провів три сезони, взявши участь у 33 матчах чемпіонату.
Згодом з 1998 по 2001 рік грав в Іспанії, де захищав кольори клубів «Сеута» та «Ельче».
2001 року повернувся на батьківщину, ставши гравцем «Уніан Лейрія». 2003 року був запрошений до англійського «Вулвергемптон Вондерерз», в якому, утім, пробитися до основного складу не зміг. Натомість значну частину контракту з англійцями провів, граючи на умовах оренди на батьківщині за «Марітіму» та «Белененсеш».
2006 року уклав повноцінний контракт із «Белененсешем». Ще за три сезони повернувся до «Уніан Лейрія».
Згодом протягом 2011—2014 років грав на Кіпрі за АЕЛ, «Пафос» та «Етнікос» (Ахна).
Завершував ігрову кар'єру, граючи в рідному «Атлетіку» (Лісабон), індійському «Норт-Іст Юнайтед» та нижчоліговому «Кова-да-Пієдаді».

## Виступи за збірну
2003 року провів три гри у складі національної збірної Португалії.

## Кар'єра тренера
Розпочав тренерську кар'єру невдовзі по завершенні кар'єри гравця, у січні 2018 року, очоливши тренерський штаб клубу «Белененсеш». Був звільнений з посади 4 вересня 2019 року після того, як його команда не змогла забити жодного гола у перших чотирьох іграх сезону 2019/20.
Утім вже того ж місяця отримав і прийняв пропозицію очолити тренерський штаб лісабонського «Спортінга». Втім вже 4 березня 2020 року був звільнений з посади.
Згодом у лютому-березні 2021 року недовго тренував «Фамалікан».

## Титули і досягнення
- Чемпіон Кіпру (1):

АЕЛ: 2011/12